# Matt's Monsters
Matt's Monsters is een Nederlands-Franse animatieserie uit begin 2009, geproduceerd door de Franse studio Alphanim. De serie wordt in Nederland in nagesynchroniseerde vorm uitgezonden op Disney XD (voorheen op Jetix) en op  Disney Channel (Nederland en Vlaanderen).

## Plot
De serie draait om een jongen genaamd Matt, die samen met zijn vader, buurmeisje en een monstertje een speciaal team vormt genaamd Monster Agency. Dit team moet de wereld beschermen tegen buitenaardse monsters. Hiervoor beschikken ze over een groot arsenaal hulpmiddelen.
De monsters in de serie zijn vaak meer een hinder dan dat ze echt een gevaar vormen voor mensen.

## Personages

### Hoofdpersonages
- Matt van den Berg: is een jochie dat samen met zijn huisdier (monstertje), buurmeisje en vader de wereld red tegen de monsters. Hij is een bijzonder kind met een groot hoofd, een wit T-shirt en een blauwe broek. Ondanks zijn 9 jaar jonge leeftijd is hij behoorlijk slim en vindingrijk.
- Manson: is het buurmeisje van Matt die vaak met 'm wordt gezien. Ze heeft een Gothic uiterlijk. Een running gag in de serie is dat Matts vader haar voortdurend aanziet voor een jongen.
- Bruce van den Berg: is de vader van Matt en de buurman Manson, en eigenaar van de Monster Agency.
- Ellen van den Berg: is de moeder van Matt en de buurvrouw van Manson en de vrouw van Bruce. Zij gaat heel zelden mee op missie.
- Dink: het huisdier van Matt en een goed monstertje. Hij praat in een eigen taaltje dat alleen Matt kan verstaan. Hij kan elektrische ontladingen afvuren vanuit de horens op zijn hoofd.
- De Mini-Monsters: kleine en goede monstertjes.
- De Burgemeester: is de burgemeester van de stad. Hij geeft de missie van Matt, Manson, Bruce en Dink.
- Shirff: is de allerbelangrijkste agent van de stad.
- Madam Bovary: een dame die samen met haar handlanger ook op monsters jaagt als "de Bovary Company". Ze is een rivaal van Matt en zijn vader.
- Sonja: Een klasgenoot van Matt. Hij heeft een oogje op haar.

## Cast (Nederlands)
- Matt - Florus van Rooijen
- Manson - ?
- Bruce - Ruben Lürsen
- Ellen - Jannemien Cnossen
- Dink - ?
- Burgemeester - Hero Muller
- Shirff - Wiebe Pier Cnossen
- Madam Bovary - Marloes van den Heuvel
- Sonja - ?

Bij Fred Butter Soundstudio wordt de Nederlandse versie ingesproken.